# U-466 (tàu ngầm Đức)
U-466 là một tàu ngầm tấn công  Lớp Type VII thuộc phân lớp Type VIIC được Hải quân Đức Quốc Xã chế tạo trong Chiến tranh Thế giới thứ hai. Nhập biên chế năm 1941, nó đã thực hiện được năm chuyến tuần tra nhưng không đánh chìm được mục tiêu nào. Khi phía Đồng Minh mở Chiến dịch Dragoon đổ bộ lên miền Nam nước Pháp, U-466 bị đánh đắm ngoài khơi cảng Toulon vào ngày 19 tháng 8, 1944 để tránh bị lọt vào tay lực lượng Đồng Minh.

## Thiết kế và chế tạo

### Thiết kế

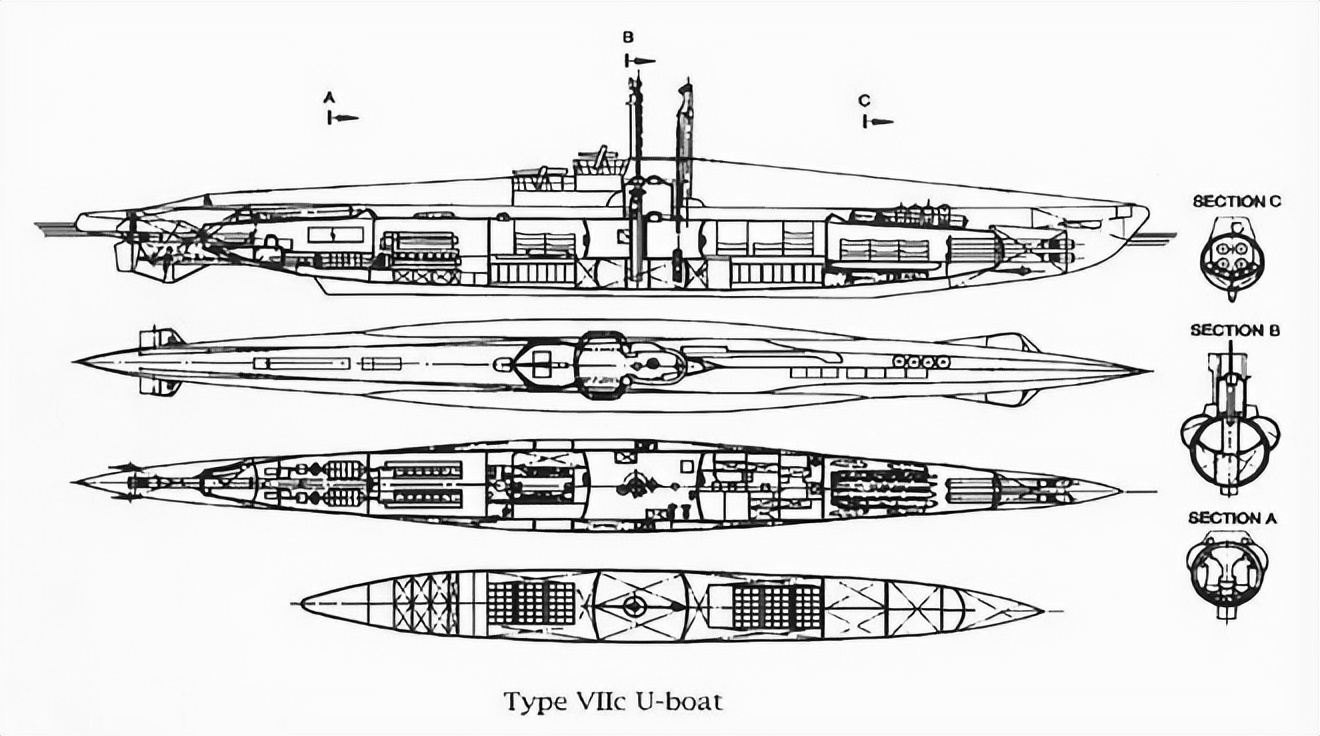
Sơ đồ các mặt cắt một tàu ngầm Type VIIC

Phân lớp VIIC của Tàu ngầm Type VII là một phiên bản VIIB được kéo dài thêm. Chúng có trọng lượng choán nước 769 t (757 tấn Anh) khi nổi và 871 t (857 tấn Anh) khi lặn). Con tàu có chiều dài chung 67,10 m (220 ft 2 in), lớp vỏ trong chịu áp lực dài 50,50 m (165 ft 8 in), mạn tàu rộng 6,20 m (20 ft 4 in), chiều cao 9,60 m (31 ft 6 in) và mớn nước 4,74 m (15 ft 7 in).
Chúng trang bị hai động cơ diesel Germaniawerft F46 siêu tăng áp 6-xy lanh 4 thì, tổng công suất 2.800–3.200 PS (2.100–2.400 kW; 2.800–3.200 bhp), dẫn động hai trục chân vịt đường kính 1,23 m (4,0 ft), cho phép đạt tốc độ tối đa 17,7 kn (32,8 km/h), và tầm hoạt động tối đa 8.500 nmi (15.700 km) khi đi tốc độ đường trường 10 kn (19 km/h). Khi đi ngầm dưới nước, chúng sử dụng hai động cơ/máy phát điện Garbe, Lahmeyer & Co. RP 137/c  tổng công suất 750 PS (550 kW; 740 shp). Tốc độ tối đa khi lặn là 7,6 kn (14,1 km/h), và tầm hoạt động 80 nmi (150 km) ở tốc độ 4 kn (7,4 km/h). Con tàu có khả năng lặn sâu đến 230 m (750 ft).
Vũ khí trang bị có năm ống phóng ngư lôi 53,3 cm (21 in), bao gồm bốn ống trước mũi và một ống phía đuôi, và mang theo tổng cộng 14 quả ngư lôi, hoặc tối đa 22 quả thủy lôi TMA, hoặc 33 quả TMB. Tàu ngầm Type VIIC bố trí một hải pháo 8,8 cm SK C/35 cùng một pháo phòng không 2 cm (0,79 in) trên boong tàu. Thủy thủ đoàn bao gồm 4 sĩ quan và 40-56 thủy thủ.

### Chế tạo
U-466 được đặt hàng vào ngày 15 tháng 8, 1940, và được đặt lườn tại xưởng tàu của hãng Deutsche Werke AG ở Kiel vào ngày 24 tháng 5, 1941. Nó được hạ thủy vào ngày 30 tháng 3, 1942, và nhập biên chế cùng Hải quân Đức Quốc Xã vào ngày 17 tháng 6, 1942 dưới quyền chỉ huy của Hạm trưởng, Đại úy Hải quân Gerhard Thäter.

## Lịch sử hoạt động

### 1943
Sau khi hoàn tất việc huấn luyện trong thành phần Chi hạm đội U-boat 5, U-466 được điều sang Chi hạm đội U-boat 3 từ ngày 1 tháng 1, 1943 để hoạt động trên tuyến đầu.

#### Chuyến tuần tra thứ nhất
U-465 xuất phát từ cảng Kiel, Đức vào ngày 12 tháng 1, 1943 cho chuyến tuần tra đầu tiên trong chiến tranh. Nó tiến ra Bắc Hải, rồi băng qua khe GI-UK giữa quần đảo Faroe và Iceland để vòng qua quần đảo Anh và hoạt động trong vùng biển Bắc Đại Tây Dương về phía Đông Nam Greenland. Chiếc tàu ngầm kết thúc chuyến tuần tra khi quay trở về cảng La Pallice tại La Rochelle bên bờ Đại Tây Dương của Pháp đã bị Đức chiếm đóng, đến nơi vào ngày 11 tháng 2. La Pallice trở thành căn cứ xuất phát của chiếc tàu ngầm trong suốt bốn chuyến tuần tra tiếp theo.

#### Chuyến tuần tra thứ hai
Chuyến tuần tra thứ hai của U-465, cùng xuất phát và kết thúc tại La Pallice, diễn ra tại vùng biển giữa Bắc Đại Tây Dương và kéo dài từ ngày 17 tháng 4 đến ngày 26 tháng 5.

#### Chuyến tuần tra thứ ba
Xuất phát từ La Pallice vào ngày 29 tháng 6 cho chuyến tuần tra tiếp theo, U-465 hướng xuống phía Tây Nam để hoạt động tại vùng bờ biển Đông Bắc của lục địa Nam Mỹ. Vào ngày 23 tháng 7, nó bị một máy bay ném bom B-18 Bolo và một chiếc B-24 Liberator thuộc Không lực Lục quân Hoa Kỳ tấn công ngoài khơi Suriname, nhưng không bị hư hại. Sang ngày hôm sau 24 tháng 7, nó lại bị một chiếc B-24 Liberator khác thả mìn sâu tấn công, và bị hư hại nặng cùng với năm người bị thương. Chiếc U-boat phải kết thúc chuyến tuần tra và quay trở về La Pallice vào ngày 16 tháng 8.

#### Chuyến tuần tra thứ tư
U-466 khởi hành từ cảng La Pallice vào ngày 16 tháng 10 cho chuyến tuần tra thứ tư để hoạt động tại vùng biển phía Đông của Bồ Đào Nha. Vào ngày 9 tháng 11, nó bị các tàu chiến hộ tống cho Đoàn tàu MKS-29 tấn công, và bị hư hại nặng đến mức nó phải hủy bỏ chuyến tuần tra và quay trở về căn cứ vào ngày 19 tháng 11.

### 1944

#### Chuyến tuần tra thứ năm
U-466 rời cảng La Pallice vào ngày 4 tháng 3, 1944 cho chuyến tuần tra thứ năm, với dự định sẽ chuyển sang hoạt động trong vùng biển Địa Trung Hải, và chiếc tàu ngầm đã thành công khi vượt qua được eo biển Gibraltar được lực lượng Anh canh phòng nghiêm ngặt vào ngày 22 tháng 3. Ngoài khơi cảng Toulon vào ngày 30 tháng 3, U-466 bị tàu ngầm Anh HMS Uproar tấn công với bốn quả ngư lôi phóng ra, nhưng tất cả đều bị trượt. Sau khi đi đến cảng Toulon ở miền Nam nước Pháp cùng ngày hôm đó, U-466 được điều sang Chi hạm đội U-boat 29 từ ngày 1 tháng 4 để hoạt động tại khu vực Địa Trung Hải.

#### Bị mất
U-466 bị hư hại nặng sau một cuộc không kích của máy bay ném bom thuộc Không lực 15 Không lực Lục quân Hoa Kỳ xuống cảng Toulon vào ngày 5 tháng 7, 1944. Vì vậy sau khi phía Đồng Minh mở Chiến dịch Dragoon nhằm đổ bộ lên miền Nam nước Pháp, con tàu bị đánh đắm ngoài khơi bán đảo Saint-Mandrier vào ngày 19 tháng 8, tại tọa độ 43°05′B 05°56′Đ / 43,083°B 5,933°Đ, để tránh bị lọt vào tay lực lượng Đồng Minh. Xác tàu được trục vớt và tháo dỡ vào năm 1946.

### "Bầy sói" tham gia
U-466 từng tham gia sáu bầy sói:
- Haudegen (26 – 29 tháng 1, 1943)
- Amsel (22 tháng 4 – 3 tháng 5, 1943)
- Amsel 4 (3 – 6 tháng 5, 1943)
- Rhein (7 – 10 tháng 5, 1943)
- Elbe 2 (10 – 13 tháng 5, 1943)
- Schill (25 tháng 10 – 10 tháng 11, 1943)